# Saldula coxalis
Saldula coxalis är en insektsart som först beskrevs av Carl Stål 1873.  Saldula coxalis ingår i släktet Saldula och familjen strandskinnbaggar. Inga underarter finns listade i Catalogue of Life.